# Сан Силвестро (Пезаро и Урбино)
Сан Силвестро је насеље у Италији у округу Пезаро и Урбино, региону Марке.
Према процени из 2011. у насељу је живело 374 становника. Насеље се налази на надморској висини од 235 м.